# Lehtojärvet (sjöar i Finland)
Lehtojärvet är sjöar i Finland. De ligger i kommunen Posio i landskapet Lappland, i den norra delen av landet, 700 km norr om huvudstaden Helsingfors. Lehtojärvet ligger 298 meter över havet. Den är 4,6 meter djup. Arean är 46,4 hektar och strandlinjen är 4,56 kilometer lång. Sjön  ingår i Kemi älvs huvudavrinningsområde. 